# Geocapromys
Geocapromys és un gènere de rosegadors de la família Capromyidae propis del Carib, compost per tres espècies extintes i dues de vivents.